# Spavinaw
Spavinaw – miasto w Stanach Zjednoczonych, w stanie Oklahoma, w hrabstwie Mayes.